# ロディオン・ガタウリン
ロディオン・ガタウリン （Rodion Gataullin、ロシア語: Родио́н Гатау́ллин、1965年11月23日 - ）は、ソビエト連邦・ウズベク共和国タシケント出身の陸上競技選手（ソ連崩壊後はロシア代表）。1988年ソウルオリンピック棒高跳の銀メダリストである。
1989年1月、ガタウリンは室内で6m00を記録し、セルゲイ・ブブカに次いで2番目に6m00に到達した。同時にこれは、室内では史上初めて6m00に到達した跳躍となった。2月には自己の室内世界記録を更新する6m02を記録。その後はブブカに抜かれたものの、この記録は2014年7月現在でも室内世界歴代4位の記録である。9月には屋外でも6m00をマークした。

## 主な実績
| 年   | 大会             | 場所                       | 種目   | 結果 | 記録  |
| ---- | ---------------- | -------------------------- | ------ | ---- | ----- |
| 1985 | ユニバーシアード | 神戸（日本）               | 棒高跳 | 1位  | 5.75m |
| 1987 | ユニバーシアード | ザグレブ（ユーゴスラビア） | 棒高跳 | 2位  | 5.60m |
| 1987 | 世界選手権       | ローマ（イタリア）         | 棒高跳 | 3位  | 5.80m |
| 1988 | オリンピック     | ソウル（韓国）             | 棒高跳 | 2位  | 5.85m |
| 1989 | 世界室内選手権   | ブダペスト（ハンガリー）   | 棒高跳 | 1位  | 5.85m |
| 1990 | ヨーロッパ選手権 | スプリト（ユーゴスラビア） | 棒高跳 | 1位  | 5.85m |
| 1993 | 世界室内選手権   | トロント（カナダ）         | 棒高跳 | 1位  | 5.90m |
| 1994 | ヨーロッパ選手権 | ヘルシンキ（フィンランド） | 棒高跳 | 1位  | 6.00m |

## 記録
- 棒高跳（屋外） ‐ 6m00 （1989年9月16日、1993年6月27日、1994年8月11日）
- 棒高跳（室内） ‐ 6m02 （1989年2月4日）